# クーデルカ (ゲーム)
『クーデルカ』（KOUDELKA）は、1999年12月16日にSNKから発売されたPlayStation用ゲームソフト。シャドウハーツシリーズの前日譚でもある。

## 概要
タイトル名になっている主人公「クーデルカ」を操作し、怪物の徘徊する修道院を探索する。「クトゥルフ神話」「ケルト神話」、ウェールズ民話集『マビノギオン』『ヴォイニッチ手稿』など、イギリス及びアイルランド伝承の創作物語や古文書、宗教などをモチーフにしたゴシックホラーである。
『バイオハザード』のようにラジコン操作で建物の中（フィールド）を探索して歩き回り、敵（クリーチャー）と戦うが、あくまでジャンルは「RPG」であり、敵との遭遇はランダムエンカウント方式で、装備を整え、レベルを上げて先に進む、戦闘はターン制のシミュレーションRPGとなっている。しかし何度も利用可能な回復ポイントやショップは存在せず、回復も武器も全て拾ったものや敵が落とすもので賄わなければならないなど、『バイオハザード』に代表されるサバイバルホラー寄りの作りになっている。また、武器も耐久性であり、何度も使っていると壊れてしまう。
イベントシーンやムービーはモーションキャプチャ技術を駆使し、モーションキャプチャの演者の動作を4人同時にキャプチャリングしてCG（コンピュータグラフィックス）のデータに落とし込む、世界初の試みが成功した。また、ムービーのアフレコ時の唇の動きとセリフを同期させ、「リップシンク」と呼ばれるCG技術を本作のムービーにいち早く導入した。これはゲーム業界において日本初の試みである。全身を包み込むように貼られたテクスチャーにより本物のような質感が強調されている。グーローシェーディングによってポリゴン特有のゴツゴツ感が払拭されている。
ゲーム中に登場する人物や事件のいくつかは、実在の人物や事件を基としている。例を挙げると、プレイヤーキャラクターの一人であるエドワードは若き日のロード・ダンセイニであり、シャルロッテの母はゾフィア・ドロテア・フォン・ブラウンシュヴァイク＝リューネブルクである。なお、舞台となるネメトン修道院はセント・デイヴィッド大聖堂がモデルであり、ネメトン修道院の創設者である聖人ダニエル・スコトゥス・エリウゲナはヨハネス・スコトゥスの弟であると『クーデルカ公式パーフェクトガイド』のコラムに記載されている。また、実在のものではないが、ゲーム中に登場する最強の剣「サクノス」（開発元の会社名でもある）は、ダンセイニの短編『サクノスを除いては破るあたわざる堅砦』に登場する同名の魔剣に由来している。
本作から15年後である1913年の別大陸の世界を描いているのが『シャドウハーツ』である。本作の企画者の菊田裕樹は『シャドウハーツ』の開発に関与していないが、本作の美術監督だった板倉松三が監督・脚本を手がけている。

## ストーリー
1898年10月31日、イギリス・ウェールズ地方。数百年前、魔を鎮めるために建立されたといわれるネメトン修道院に１人のジプシー少女が訪れる。彼女の名はクーデルカ・イアサント。強力な霊力の持ち主であるクーデルカはある女の霊に導かれ、この修道院にやってきたのだった。ノックしても扉は開かれず、クーデルカは仕方なく外周を回ると屋根から垂れ下がるロープを見つける。2階の窓から侵入するクーデルカだったが中で瀕死の青年と出会い、彼を負傷させた怪物に襲われる。青年から受け取った銃でなんとか怪物を撃退したクーデルカは霊力で彼の傷を癒やし、エドワードと名乗った彼と行動を共にすることになった。
修道院内は怪物が徘徊しており、戦いながら進む二人は管理人のオグデンとベッシーの夫妻と出会い、歓待を受ける。しかし食事に毒が盛られていると気付いたクーデルカは、騙されたふりをして修道院を探ることに。二人は倒れていた司教のジェームズを助けて行動を共にするが、信心深く高圧的なジェームズとは馬が合わず、事ある毎に衝突する。やがてこの修道院は何百年にも渡って大勢の人間を監禁・拷問・処刑してきた牢獄であることを知るが、それにしては新しい死体にも遭遇する。管理人夫妻の仕業と睨むクーデルカとエドワードに対し、彼らを疑いもしないジェームズとの間により溝が深まる。その三人の前に盗人のエイリアスが襲い掛かり、これを返り討ちにするも、エイリアスは修道院内の殺人については否定し、管理人夫妻が犯人だと訴える。
相変わらず反目し合い、謎の動くミイラと遭遇するなどしながらも手掛かりを集めていく三人。ジェームズは自分が法王庁から盗まれた幻の写本「エミグレ文書」の捜索に来ている事、その犯人にしてこの修道院の現所有者であるパトリックが親友である事、そして自分はエミグレ文書の奪還とパトリックの説得に来たのだと明かす。その後、日が変わり、万霊節となったことで強大な魔物が出現し、クーデルカは二人と離れ離れになった末にオグデンに囚われる。殺される寸前、クーデルカを救ったのはベッシーだった。ベッシーはオグデンの過去を明かし、主人であるパトリックの妻にして恩人のエレインが殺されたことで復讐に取り憑かれていたと語った後に夫の後を追って命を断つ。
クーデルカは仲間と合流し、エレインの話を聞いたジェームズはようやく彼女を信じて身の上を話す。そして三人はエレインの霊体と対面する。パトリックがエミグレ文書を用いた秘術でエレインの復活を試みたが蘇った肉体は怪物と化しており、エレインは自分の肉体を滅ぼすことをジェームズに懇願した。三人は動くミイラの正体である魔術博士ロジャー・ベーコンの知恵を借り、蘇ったエレインを無に返す方法はダニエル・スコトゥスの腕を元凶たる大釜に投げ込むことだと突き止める。大釜が置かれた大聖堂は硬く閉ざされており、ジェームズが爆薬を作る間にクーデルカとエドワードは酒を酌み交わして互いの身の上、そして本心を語り合った。
大聖堂に張り巡らされた「生命の木」はダニエル・スコトゥスの腕によって源を絶たれ、その中にいたエレインは三人に襲い掛かる。そして鐘楼塔の屋上で異形へと変異したエレインとの最後の戦いが始まった。戦いの結末については#エンディングを参照。

## 舞台
ネメトン修道院
イギリス・ウェールズに建つ修道院。元々は9世紀にアイルランドから来た聖人ダニエル・スコトゥスが地に巣食う魔物を鎮める目的で建てた聖堂とされる。公園ほどもあるその敷地の中にはロマネスク様式を色濃く残した修道僧の宿坊、13世紀頃に建てられた飛び梁も美しいゴシックの大聖堂、会堂兼図書館、鐘つき堂、屠殺場兼炊事場、処刑台に使われた東屋、近代になって建てられた宿舎などが、全体を囲む壁と一体化して並んでいる。
16世紀に修道院を禁ずる制度が発布されるが、その前に寂れて廃墟の様な場所となる。17世紀に入って政治的な犯罪者や虜囚などの監禁や処刑を目的に使われていた。拷問部屋や地下牢なども存在しておりモンスターが徘徊していた。
近代では訪れる者もおらず、荒れ放題になっていたところをパトリックが買い取っていたが、彼が失踪してからは様々な憶測と噂だけが残った。その中には「悪魔が彷徨っている」「財宝が埋もれている」などがあり、人目を避ける犯罪者や一攫千金目当ての食い詰め者だけが訪れるようになった。
牢獄、処刑場としての過去故にあらゆる場所に死者の怨念が渦巻くおぞましい建物と化しており、ドルイドの秘法を行う場所としても打って付けであった。しかしその一方でダニエル・スコトゥスの聖蹟も残っており、満足に力を顕現できない状態であったが、それがより犠牲者を増やす結果ともなった。
『シャドウハーツ』の時代には焼け跡となっている。

## 登場キャラクター
声優表記は「ゲーム版 / ドラマCD版」。

### パーティメンバー
クーデルカ・イアサント（Koudelka Iasant）
声 - ヴィヴィアンナ・ベイトマン / 堀江由衣
本作の主人公。19歳。強力な霊力の持ち主。1879年ウェールズの片田舎、アバーノルウインの寒村に生まれる。気が強く、皮肉屋で口が悪い。エレインの強い霊力に導かれ修道院に訪れる。基本的に隙がないが、霊力で死者などの苦しみや悲しみを共有したことで自身も苦しむことから、そこを突かれて隙だらけになることも少なくなかった。細身だが堅牢な肉体を誇る。
強力な霊力を持って生まれたため、幼い頃から迫害されてきた過去がある。父親の死を霊視したせいで、9歳の時に母親に殺されそうになり、さらには村を追放される。その後、ロンドンで霊能力者ブラヴァツキー婦人に拾われ、秘蔵っ子として厚遇されるが1991年に婦人が他界して以来、行くあてもなくひとりで放浪の旅を続けている。本編中で、生きるために売春にも手を出したことがあると本人の口から語られている。この過去から、同じく迫害されていたシャルロッテを自分と重ねて見ていたフシがあり、自身も誰にも愛されない存在として全てを憎んでいた時期があった。しかし治癒能力で人を癒す時に少しだけ生きる意味を感じられ、誰かに必要とされたいという思いから旅を続けていた。ジプシーであり生まれたときにスラトー（宝物）というあだ名を与えられている。ゲーム中では語られていないが、9歳の頃に切り裂きジャックに出会っていると『クーデルカ公式パーフェクトガイド』の菊田監督インタビューにて語られている。
後日談を描いたコミカライズ作品『クーデルカ』にも主人公として登場しているが、本作とはキャラクターが異なる。
本作の15年後を描く続編にあたる『シャドウハーツ』ではキーキャラクターとして出演。エドワードとの間に息子ハリーをもうけており、ハリーは『シャドウハーツ』においてパーティーキャラとなる。時間の経過によって母親になった事で息子への愛情を示したり、他人の心情の機微を察する穏やかな姿も見せ、無頼な態度が目立っていた本作より人格的に大きく成長している。
名前の由来は写真家のジョセフ・クーデルカから。
エドワード・プランケット（Edward Plunkett）
声 - マイケル・ブラッドベリー / 置鮎龍太郎
トレジャー・ハンターに憧れる冒険家。20歳。1878年生まれ。大勢の女を囲った富豪の息子がいるとの噂を聞きつけ修道院に訪れる。ワーウルフに襲われて重傷を負い、死にそうになっていた所を現れたクーデルカに助けられ、以降行動を共にする。元々はロンドンの名家の生まれだが、「探検」や「理想郷」に憧れる自分の考えを認めない父親に反発して大学生の頃に実家を飛び出し、放浪の旅を続けている。会話ではバイロンやシェイクスピアなどの作品の暗唱を交えるなど教養があるが、自分を襲ったエイリアスを猜疑心から殺害してしまうなど粗暴な一面もある。
『シャドウハーツ』には登場しないが、出稼ぎでアメリカに行っていると明言される。
ジェームズ・オフラハティー（James O`Flaherty）
声 - スコット・ラーソン / 納谷六朗
ヴァチカンの法王庁から派遣された司教。53歳。法王庁から盗まれた幻の写本「エミグレ文書」を取り戻すために修道院に訪れる。プランターに襲われ気絶していた所を、クーデルカとエドワードに助けられ、以降行動を共にする。アイルランドの商家の出身。修道院の持ち主のパトリックとはイングランドの大学時代からの友人であり、エレインをめぐる恋のライバルでもあったが、お嬢様育ちのエレインを自分の経済力では幸せに出来ないと身を引き、司教の道を志した。自然科学から歴史、物理、神秘学まで幅広い知識を持つ。パトリックが魔術や錬金術に興味を抱いていたのを知っていて、「エミグレ文書」の不老不死や死者再生の秘術は迷信だと説得するつもりで修道院へやって来ていた。生真面目な性格で、地位の高さからくる自負からプライドが高く頑固な一面がある。
『シャドウハーツ』のヒロイン・アリスの父とは親友であり、ジェームズ自身は『シャドウハーツ』に直接登場はしないが作中で名前が出てくる。

### 秘儀に関わる人物
オグデン・ハートマン（Ogden Hartman）
声 - ギャビン・カールトン
修道院の管理人。元はヘイワース夫妻に仕えており、妻ともども善良な管理人夫婦を装っていたが、実は修道院に訪れた者達を毒や斧、ギロチンなどで残虐に殺害していた。元々は大きな遊覧船「プリンセス･アリス」の船長だったが、事故で船がテームズ河に沈み、大勢の人を死なせてしまった自責の念から酒浸りになってしまっていたのを、かつての女主人であるエレインに救われる。しかし、自らの留守中に彼女を強盗に殺されたことをきっかけに、エレインの復讐のため修道院に侵入する人間を無差別に殺すようになった。また、エレイン復活を目論むパトリックに全面的に協力していた。終盤ではクーデルカも殺害しようとするが、凶行を止めようとした妻に射殺される。
ベッシー・ハートマン（Bessy Hartman）
声 - デニス・ホワイト
オグデンの妻。クーデルカを今にも殺そうとしていたオグデンを射殺し彼の凶行を止める。クーデルカを助けた後、夫の過去を語り、すぐに夫を追って銃で自殺する。
エレイン・ヘイワース（Elaine Heyworth）
声 - キム・ウィールド / 玉川紗己子
パトリックの妻であり、ジェームズの想い人。生前は誰からも愛される女性だった。18年前のある日、夫の商用旅行中に押し入った強盗に殺されてしまい、それがパトリックの狂気の発端となってしまう。クーデルカの霊力によって、クーデルカ達の前に霊体となって現れ、古い友人のジェームズに、どうか怪物と化した自らの身体を塵に帰してくれと願う。
パトリック・ヘイワース（Patrick Heyworth）
声 - キース・バリー / 江原正士
資産家。ジェームズの大学時代の友人で、エレインの夫。エレインの死を受け入れられず、禁断の書「エミグレ文書」を大金を積んで手に入れ、修道院を買い取り、そこでドルイドの秘法を用いて何百人もの娼婦の命を犠牲にしながら彼女の再生を試みるも失敗し、魂の宿っていない怪物を作り出してしまう。自身の過ちに気付くも時遅く、「静かに妻と眠る」べく自ら怪物に殺されて、白骨化していた。
エレイン（Elaine）
本作のラストボス。大勢の女性の血肉から生み出され、エレイン・ヘイワースの身体に宿った心を持たない怪物。口から純白の光線を吐き出し、喰らったものは肉が溶けて骨だけになってしまう。特定のアイテムを持っていないとエレインの攻撃を防げずに全滅するが、持っていれば光線を打ち破って戦うことができる。最終形態はエレインの上半身と蜘蛛のような怪物を融合させた状態となっており、この戦いで負けるか勝つかでエンディングが変化する。

### その他の人物
ロジャー・ベーコン（Roger Bacon）
声 - ブライアン・コジャック / 中尾隆聖
1214年から数百年間を生きてきた生き物。ミイラのような外見をしている。13世紀では魔術博士として名を馳せていた。元はオックスフォードに学んだフランチェスコ会の修道士で、法王ホープの命令により「エミグレ文書」を5年間かけて筆写したが、その際に古の民族フォモールが行っていたという不死と死者再生の秘儀を習得した。筆写の任が終わった後に殺される事を知り、エミグレ文書に記された聖地たるウェールズのネメトン修道院へ向かい、自らの体を使って不死の秘儀を試したが、引き換えに身体が世にも醜い有様となってしまった。その後300年世界を旅するも、人間の愚かさを見尽くしたゆえにネメトン修道院へ戻って隠遁していた。それから100年ほど寝ていたが今回の一件で目覚め、クーデルカに知恵を貸す。
事件後も「眠るには惜しい時代」として活動を再開し、シャドウハーツシリーズにおいて毎回重要な役割を担うキャラとして出演しているが、コメディリリーフとしての役割も強くなっている。
シャルロッテ（Charlotte D'Lota）
声 - サラ・パクストン
銀髪の少女の幽霊。生まれてすぐ修道院に連れてこられ、9歳の誕生日に斬首される。修道院内を彷徨う亡霊となり、生きている者に怪我を負わせたり、あるいは命を奪うこともある。自分は誰にも愛されていないと思っているが、ある条件を満たすことによって修道院内に隠されていた母親からの手紙を見せ、真実を知らせることが出来る。逆に条件を満たしていないと彼女の憎悪と戦う事になる。
母はセル公国侯爵の娘でハノーヴァー伯ゲオルグの后であったソフィア・ドロテア、父はスウェーデン貴族のフィリップ・クリストファー。不義の子として生まれたシャルロッテは修道院に幽閉されることとなった。母の手紙は、別な場所で幽閉生活を送っていた母親がシャルロッテが死んだ後も送り続けていたもののようだが、生きているうちにその手紙が届く事はなかったようだ。手紙を見せた場合、愛されていたという事実を知って昇天しながらも、今更それを知らせたクーデルカを「大嫌い」と罵りながら消えていった。
エイリアス（Alias）
声 - ロブ・ブラウンスタイン / 飛鳥幸一
ハンブルクから流れてきた移民者で盗人。修道院に長年隠されていた宝物を狙ってやって来た。クーデルカ達を殺そうとするも失敗し、追ってきたクーデルカ達に敗れる。尋問により管理人夫妻の残虐な殺人を証言した後、二度と襲ってこないようにとエドワードに射殺された。

## エンディング
エレインに負けた場合
三人はエレインの強大な力の前に倒れた。しかしジェームズが自身を捧げるようにエレインに近付き、「ずっと愛していた」と告白し、十字架を掲げる。天からの光に包まれ、在りし日の姿に戻ったエレインと共にジェームズは消えていった。クーデルカとエドワードは爆発炎上する修道院から間一髪脱出。朝、クーデルカは自身が生まれた時に授かったあだ名「スラトー」の由来を教えてエドワードを見送る。ロジャーに「よいのか？後を追わなくて…」と問われ、クーデルカは「あの人とはきっとまたどこかで会えそうな気がするから」と答えた。
エレインに勝った場合
倒されたエレインは穏やかな表情を浮かべ、何かを言おうとして炎の中に消えていった。エドワードはエレインが最後に何を言おうとしたのかクーデルカに尋ねるが、クーデルカは「死んだ人は何も言わないわ。想い出になるだけ…」と答えた。そしてジェームズは「死は想い出…想い出は永遠の絆…」と呟いて、昇る朝日を見つめるのだった。

## スタッフ
本作の企画者は菊田裕樹である。株式会社スクウェア（現・株式会社スクウェア・エニックス）の音楽作曲者として『聖剣伝説2』『聖剣伝説3』『双界儀』の音楽を手がけた菊田裕樹の、ゲームデザイナーとしてのデビュー作となった。
そのほか、同じくスクウェアの『聖剣伝説 〜ファイナルファンタジー外伝〜』『聖剣伝説2』『聖剣伝説3』のプランナーやプログラマー、『クロノ・トリガー』『ゼノギアス』のグラフィックデザイナー、サウンドデザイナーらが本作の開発におけるメインスタッフだった。
- 映像及び演出監督・総監督・脚本・音楽：菊田裕樹
- バトルプランナー：石川貴章、坂本優子
- サポートプランナー：大橋悟朗
- 美術監督：板倉松三
- 背景美術：永野裕司、大澤隆将
- キャラクター＆モーションデザイナー：小川佳宏
- クリーチャー＆モーションデザイナー：永吉誠
- モーションデザイナー：竹原真治
- エフェクトデザイナー：永吉誠
- プログラムディレクター：吉枝悟
- エフェクト＆カメラプログラマー：濱本泉
- キャラクター＆ムービープログラマー：石川貴章
- ムービー制作プロダクションマネージャー：松野泰三
- ムービー制作：株式会社デジタル・メディア・ラボ、株式会社シャドウエンターテインメント、株式会社ジャパンヴィステック、有限会社D3D（渡辺伸次）、永野裕司
- サウンドプログラマー：鈴木秀典
- 効果音：弘田佳孝、三留一純、黒田淳也
- 効果音デザイナー：浅梨なおこ
- プロデューサー：三原順
- キャラクターデザイナー：岩原裕二

## 評価
本作の西洋のホラー映画のようなダークな雰囲気は称賛され、ストーリーも評価された。
一方、ターン制バトルのシステムは、テンポやバランスの悪さから全体的に批判された。
IGNは本作が「日本でまずまずの成功を収めた」と綴っているが売上高は報告されておらず、海外版の販売を担当したインフォグラムは2000～2001年度末の財務報告書で本作については言及していない。

## 関連商品

### CD
THE MUSIC OF KOUDELKA
ゲームソフトの発売に際し、「THE MUSIC OF KOUDELKA」というタイトルの8センチサイズのプロモーション用音楽CDが、購入特典として数量限定で配布された。「Incantation」という曲が収録されており、作編曲は菊田裕樹。コーラスにソプラノ歌手のおおたか静流を起用している。
ただし、コンピュータゲーム本編にこの「THE MUSIC OF KOUDELKA」のBGMは使われておらず、ゲーム本編のコーラス曲はイギリス人ソプラノ歌手のキャサリン・ボットが歌っている。
「Incantation」
作曲・編曲・プログラミング：菊田裕樹
コーラス：おおたか静流
パーカッション：菅原裕紀
エンジニア：徳永宏
プロダクションマネージャー：大竹茂
レコーディングスタジオ：studio VINCENT
オリジナル・サウンドトラック
株式会社ポニーキャニオンからオリジナル・サウンドトラック盤「Koudelka Original Soundtrack（クーデルカ オリジナル・サウンドトラック）」が発売された。
発売日はゲームソフトよりも早かったが、これはゲームソフトの発売予定が当初（1999年10月28日）より2ヶ月ほど延期されたため。
発売元：株式会社ポニーキャニオン
発売日：1999年12月1日
価格：2940円
品番：PCCB-00396
作曲・編曲：菊田裕樹
曲目
オリジナルBGM （ロンドン録音）
1. Requiem （オープニング曲）
2. Ubi Caritas et amor （エンディング曲）
3. Dead （イベント曲BGM）
バトル用BGM
4. Waterfall
5. Incantation again
6. Patience
7. Kiss twice
ムービー用BGM
8. #scene13
9. #scene8
10. #scene7a
11. #scene7b
12. #scene7c
13. #scene10
14. #scene6a
15. #scene6b
16. #scene11
17. #scene4
18. #scene2Ba
19. #scene2Bb
20. #scene2Bc
21. #scene2Bd
22. #scene14
23. #scene12a
24. #scene12b
25. #scene12c
26. #scene15a
27. #scene15b
28. #scene18
29. #scene17
30. #scene19
31. #scene20
ボーナストラック・ライブテイク
（1999年8月27日 at Zepp Tokyo）
32. Live Waterfall
33. Live Incantation
34. Live Patience
「Requiem」
コーラス：Catherine Bott
パーカッション：菅原裕紀
「Ubi caritas et amor」
作曲：Maurice Durufle
合唱のための編曲：Nick Ingman
指揮：Michael Mccarthy
少年合唱：The London Oratory School
「Dead」
弦楽のための編曲：Nick Ingman
バイオリン：Maciej Rakowski、Harriet Davies
ビオラ：Nick Barr
チェロ：Dave Daniels
ボーナストラック・ライブテイク版
編曲・ギター：秋元直也
ドラム：石川雅春
バス：萩原基文
キーボード：鈴木正将
ボーカル：田中玲美
ドラマCD
株式会社ポニーキャニオンから「Koudelka ドラマCD」が発売された。
発売元：株式会社ポニーキャニオン
発売日：2000年1月7日
曲目
1. 第一夜「生と死の狭間」
2. 第二夜「もうひとりの自分」
3. 第三夜「魂の牢獄で」
4. 第四夜「守るべきもの」
5. 第五夜「主に背く、瞬間……」
6. 第六夜「遠き記憶の中で……」

### 書籍
ビジュアルガイドブック
株式会社角川書店からビジュアル本「クーデルカ ビジュアルガイドブック」が発売された。
本書の開発者インタビューの中で、菊田裕樹が次回作の構想を語っているが、前述の通り、続編的存在の『シャドウハーツ』に菊田が関わっていないため、それ以上の展開はない。
出版元：株式会社角川書店
初版：1999年12月16日発行
本体価格：1,200円+5%税（1,260円）
ISBN 4047070416
漫画
1999年5月から2000年7月にかけて、株式会社角川書店の月刊漫画雑誌『エースネクスト』に同名漫画が連載された。漫画版を描いたのは、コンピュータゲーム版のキャラクターデザインを手がけた岩原裕二本人。
物語はコンピュータゲーム版のエンディングから約1年後の後日談であり、同一キャラクターが登場する以外は、ほぼオリジナルの内容となっている。単行本全3巻。
『クーデルカ』(1)～(3)
著者：岩原裕二、カドカワコミックス・エース、2000年
ISBN 4047133043、ISBN 4047133388、ISBN 4047133612
小説
『クーデルカ 叫喚の館』
著者：是方那穂子、ファミ通文庫、2000年、ISBN 4757206658
攻略本
『クーデルカ 公式パーフェクトガイド』
出版元：アスキー
初版：1999年12月24日発行
ISBN 4757206526